# Podenzana
Podenzana ist eine italienische Gemeinde mit 2104 Einwohnern (Stand 31. Dezember 2023) in der Provinz Massa-Carrara in der Region Toskana.

## Geographie

Lage von Podenzana in der Provinz Massa-Carrara

Die Gemeinde liegt ca. 140 km nordwestlich der Regionalhauptstadt Florenz, ca. 30 km nordwestlich von Massa und ca. 25 km nordwestlich von Carrara im Weinbaugebiet Colli di Luni. Einige Ortsteile liegen an der Magra.
Die Gemeinde ist in zwei Hauptorte aufgeteilt: Podenzana und Montedivalli.
Zu Podenzana gehören Bagni, Barco, Campana Battia, Casalina, Ceresedo, Cerghiraro, Cospedo, Faito, Ficaro, La Costa, Laghi, Lagneda, Loppiedo, Metti, Montale, Montalini, Oliveto, Serracanda, Sescafale und Villa Argentina.
Zu Montedivalli gehören Casa Borsi, Fogana, Pagliadiccio, Pianello und Genicciola.
Die Nachbargemeinden sind Aulla, Bolano (SP), Calice al Cornoviglio (SP), Follo (SP), Licciana Nardi und Tresana.

## Geschichte
Seit dem 12. Jahrhundert bis zur Napoleonischen Besatzung war die Gegend unter der Kontrolle der Malaspina di Villafranca, danach ging die Herrschaft über an das Herzogtum Modena. Das Königreich Sardinien annektierte das Gebiet 1859, und mit Sardinien wurde der Ort mit der italienischen Einigung Teil der Region Toskana.

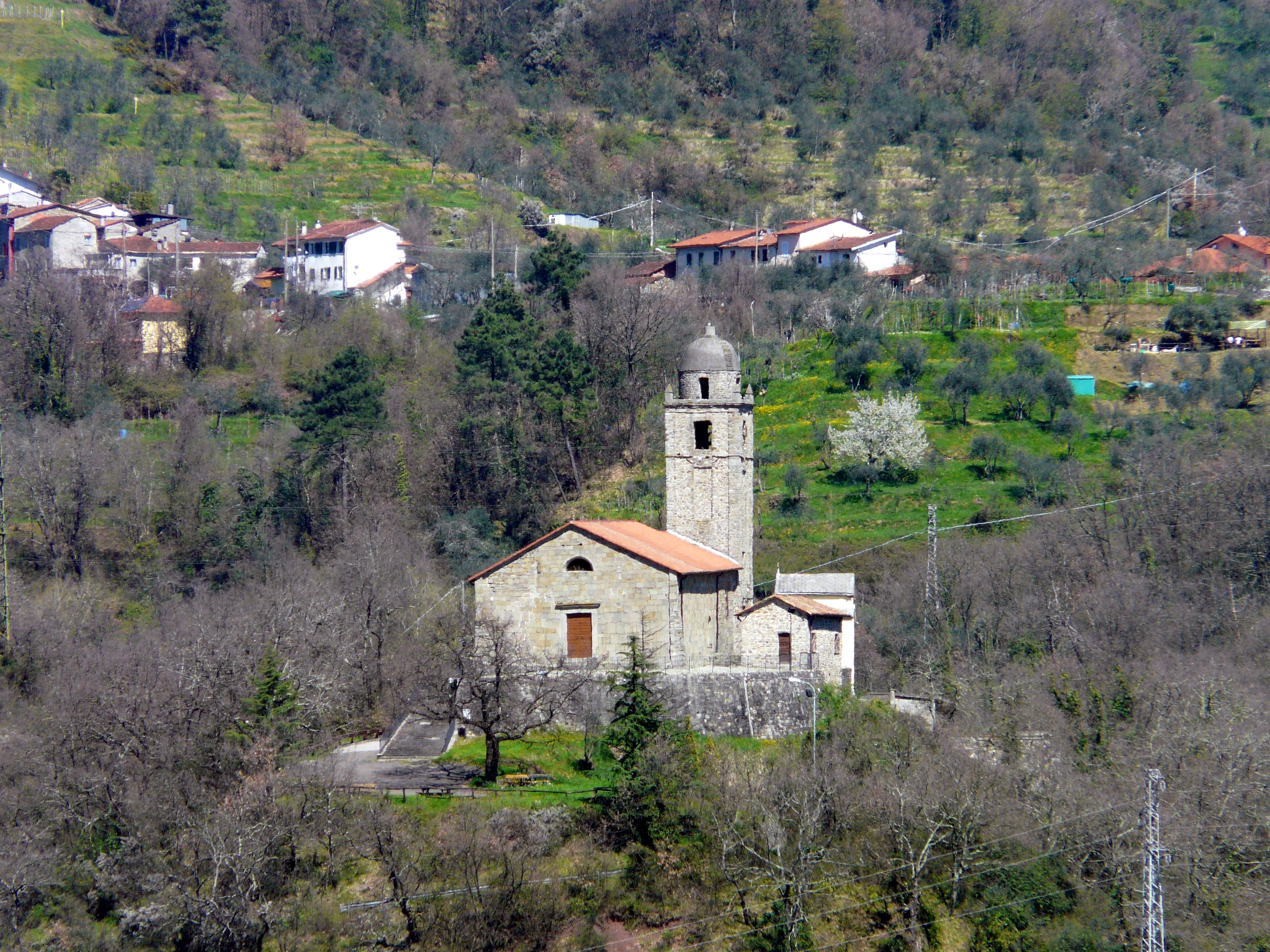
Die Pieve Sant’Andrea in Montedivalli

## Sehenswürdigkeiten
- Pieve di Sant’Andrea a Montedivalli, bereits 963 von Otto I. erwähnte Pieve